# Lemon Cove
Lemon Cove ist ein census-designated place (CDP) im Tulare County im US-Bundesstaat Kalifornien. Das U.S. Census Bureau hat bei der Volkszählung 2020 eine Einwohnerzahl von 298 ermittelt. Die geographischen Koordinaten sind: 36,23° Nord, 119,2° West. Das Siedlungsgebiet hat eine Größe von 2,2 km².
Lemon Cove liegt am Übergang des Central Valley zu den westlichen Ausläufern der Sierra Nevada, rund 15 Meilen (24 km) nordöstlich der Großstadt Visalia. Das östliche Ende der California State Route 216 trifft hier auf die durch den Ort verlaufende California State Route 198.
Wenige Meilen östlich von Lemon Cove befindet sich der Südeingang zu den Sequoia-&-Kings-Canyon-Nationalparks, die durch ihren dichten Bestand an Riesenmammutbäumen Ziel vieler Touristen sind. Am östlichen Ortsausgang bildet der aufgestaute Lake Kaweah ein Naherholungsgebiet.  